# 希蒙·霍沃夫尼亚
希蒙·弗朗齐歇克·霍沃夫尼亚（波蘭語：Szymon Franciszek Hołownia，發音：[ˈʂɨmɔn xɔˈwɔvɲa]；1976年9月3日—），波兰政治家、电视人物，自2023年11月13日起任波兰众议院议长。2009年至2019年，他主持了波兰版《达人秀》、电视节目《我很有才！》。他曾独立参选2020年波兰总统选举，在第一轮选举中排名第三。他是波兰2050的领导人。在2023年波蘭議會選舉中，他代表比亚韦斯托克选区以第三條路聯盟的身份当选议员。